# ヤン・コハノフスキ
ヤン・コハノフスキ（Jan Kochanowski、1530年 シツィナ - 1584年8月22日 ルブリン）はルネサンス時代のポーランドの詩人、王室秘書官。折衷主義哲学（ストア主義、エピクロス主義、ルネサンス期の新プラトン主義、そして古代とキリスト教を結びつけた神への深い信心の融合）の代表的な人物でもある。
コルヴィンの紋章を持つシュラフタ階級のコハノフスキ家の出で、サンドミェシュの地方裁判官（Sędzia ziemski）ピョトルを父に、（同じくシュラフタの）オドロヴォンシュ家のアンナ・ビャワチョフスカを母に持つ。弟ミコワイもルネサンス詩人の一人であり、次弟のアンジェイはヴェルギリウスの「アエネーイス」をポーランド語に翻訳したことで知られる。バロック期には甥のピョトルも翻訳の仕事に従事した。

## 出生
ヤンの正確な生年月日は不明である。ズヴォレンにあるこの詩人の墓碑に、1584年8月22日に54歳で没とあるため、おそらくは1530年に生まれたものとされている。しかしながら1612年に出た彼の伝記では、「『ギリシャ使節の辞去』の作者は1532年にシツィナ（Sycyna）で生まれた」としている。次いでスタニスワフ・ニェゴシェフスキの1584年の作品「ピョトル・ミスコフスキのために～ヤン・コハノフスキのエピグラム～」ではコハノフスキが42歳で没したと公表している。20世紀のポーランド文学史学者ヤヌシュ・ペルツが2001年に刊行した『コハノフスキ、ポーランド文学におけるルネサンスの頂点』によればこれらの中で最も確実なのは1530年であるという。
ヤンの父はピョトル・コハノフスキはそこそこ裕福な地主であり、ラドムの初代執達吏（komornik）を務め、後にサンドミェシュの地方裁判官となった。詩人の母アンナ・ビャワチョフスカはルネサンスの人文学者ウカシュ・グルニツキの「ポーランドの宮内官」の中で落ち着きはあるが甚だ身持ちのよくない女性として描かれている。兄弟にはカスペル、ピョトル、ミコワイ、アンジェイ、ヤクプ、スタニスワフ、そして姉妹にはカタジナ、エルジュビエタ、アンナ、ヤドヴィガがおり、腹違いの兄弟（父にはアンナの前に妻がおり、ヤン・ザサダの娘でゾフィアといった）ドルズヤンナとスタニスワフがいた。父ピョトルは1547年に没している。
両親の家で高い知性の水準が支配していたことはただにヤン・コハノフスキのみならずミコワイやアンジェイといった弟たちまでもが文学に興味を示したという事実に影響したことは確実である。この点でコハノフスキ家は近隣のシュラフタ階級と背景を異にしていた。

### 教育と旅行

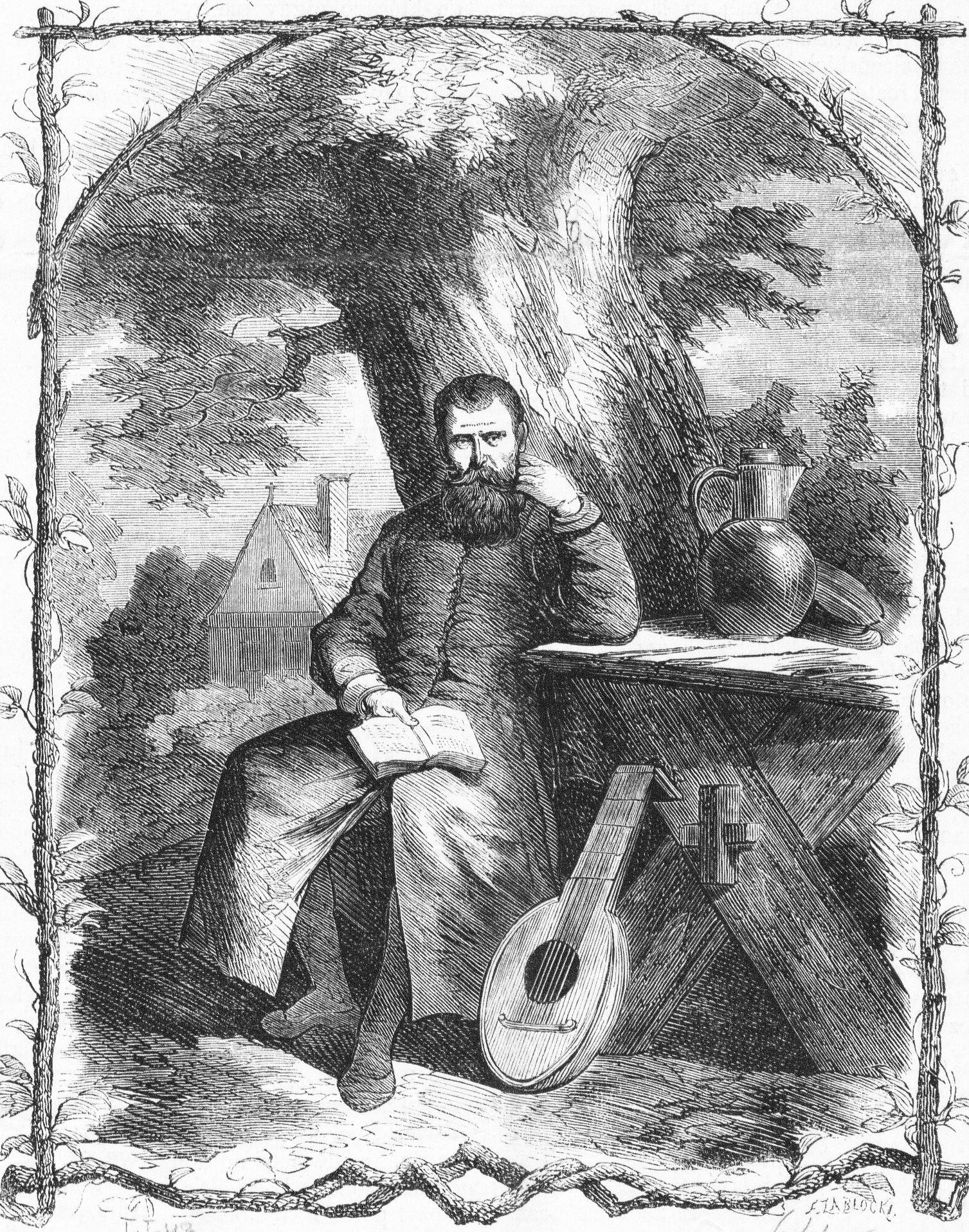
お気に入りのシナノキの下のヤン・コハノフスキ。19世紀の図版より

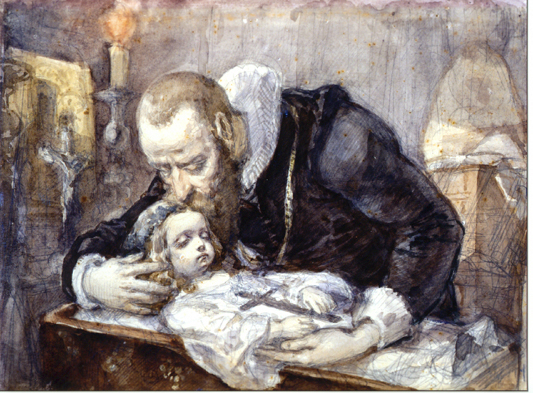
ヤン・マテイコ画、「（愛娘）ウルスラの遺骸に接するコハノフスキ」

ヤンの初等教育に関する情報は残存していない。このテーマについての最初の言及がなされるのは1544年である。彼の姓名がヤギェウォ大学（クラクフ）の新入生名簿に署名されている（ヤンは当時おそらく14歳であった）。研究者が推測するに、遅くとも1547年には学芸学部を学位を得ることなしに離れている。学業をやめようと決心したことには2つの原因が考えられる。1つは伝染病の蔓延による1547年6月12日の講義延期、そしてもう1つは父親の健康状態にまつわる悪い知らせ（上述の通り父はついにこの年に没することになる。日付は定かではないが、4月18日から10月14日までの間であろうと推測される）によるものである。
1547年から1550年の間どこかドイツの大学で学んでいたか、大貴族の邸宅の一つに身を寄せていたようである。1551年から1552年にかけて、ケーニヒスベルク（現在のカリーニングラード、ポーランド語名クルレヴィエツ）のアルベルトゥス大学で学んだ。小セネカの「悲劇集」の版本に2箇所の書き込みがあったことが、将来詩人となるコハノフスキがここにいたことの唯一の証拠である。彼の最初の手書きは作品の始めに位置し、初の詩人としての試作（ラテン語の四行詩）であり、友人スタニスワフ・グジェプスキ（後のヤギェウォ大学教授、幾何学の教科書を書いたことで知られる）への献呈の役割を果たしている。コハノフスキはイニシャル「I.K.」と署名し、贈り先には詩の下に1552年4月9日と記している。2箇所目の書き込みは「悲劇集」の版本の最後の札にあり、その書き込みの略語の暗号を解くのは容易ではないが、おそらくコハノフスキとグジェプスキの間で了解を得られる符牒であろう。版本はワルシャワの国民図書館にある。
ラテン語での記念の献呈文は友人との別れの言葉とイタリアへの旅行の予告であった。1552年、将来の詩人はパドヴァ（コハノフスキの名の載った学生名簿が残存している）にたどりついた。最初の頃はパドヴァ大学の学芸学部で（1554年7月にはポーランドの大学合同の相談役となり、独立論争についてドイツの貧しい学生たちと話し合っている）それは1555年まで続いた。その頃コハノフスキは学業を中断し、ヤン・クシシュトフ・タルノフスキ（シュラフタ）と友人ミコワイ・ミェレツキ（シュラフタ、後の軍人、政治家）を伴ってローマとナポリ旅行に出かけ、次いでポーランドに帰還した。この学業の中断の理由としては、コハノフスキに財政的な問題が生じ、メセナを探し求める必要が生じたことがある。
1555年から1556年にかけて再びケーニヒスベルクでプロイセン公アルブレヒト・ホーエンツォレルンの屋敷に滞在した。アルブレヒトはヤギェウォ家の系統の人間であり、母がポーランドのジグムント1世の娘であった縁もあり、ポーランドの詩人のメセナであったようである。また彼自身も自ら総長として率いていたドイツ騎士団を解散しルター派に改宗たうえで1525年に伯父のジグムント1世に臣従、プロイセン公国は宗教的に寛容であったポーランド王国の臣下でもあった。保守的な屋敷の会計係の態度のせいで1555年にはコハノフスキに報酬が支払われることはなかったが、1556年にはすでに50グジヴィエン（四半期に12.5グジヴィエン、1グジヴィエンとは当時の単位で半ポンドであり、現在でいうおよそ200gである）を受け取っていた。庇護者へ宛てた詩人の手紙もまた残っている。その中でも1556年4月6日付けの手紙では、アルブレヒトに、眼病の進行を理由にイタリアに旅立ち、そこで大学に戻りたいと願っていると涙ながらに打ち明けている。プロイセン公は4月15日付けの返信でこれに同意し、詩人に餞別としてさらに50グジヴィエン贈った。
旅行費用の追加援助を得るために、コハノフスキはケーニヒスベルクから実家に赴いた。1556年7月16日、イタリア旅行からすでに帰還した彼はラドム郡で、遠縁のミコワイ・コハノフスキから両親の土地を担保に合計70ポーランド・フローレンを借りたことを宣言している。続く1557年3月11日には弟のピョトルからの100ハンガリー・ドゥカーテンの借用証書を裁判所に提出している。
イタリア旅行へはピョトル・クウォチョフスキ（後のザヴィホスト城主）と同伴で出かけた。詩人はおそらくパドヴァ近郊にあるアーバノ・テルメ（温泉の出る保養地として知られる）を訪れていたとみられる。イタリア滞在は1557年2月まで続いた。コハノフスキは母の死の知らせを受けて実家の方へ戻った。
詩人の最後のイタリア旅行は1558年の冬のことであった。この年の終わり頃にフランスへ出立した。この国へ旅行したという唯一の残存した証拠は詩人の手紙の形式で書かれたエレジーである。読者はおそらくこれによって、詩人がマルセイユとパリにいたこと、この国の南西部にあるアキテーヌを訪れたことを知ることができる。またロワール川、ローヌ川、セーヌ川も見ている。コハノフスキのフランス旅行をガイドしたのはおそらくフラマンの人文主義者カレル・ウテンホーフェ（Karel Utenhove、息子の方）であった。1559年5月をもってポーランドに戻り、永住した。

### 屋敷での活動

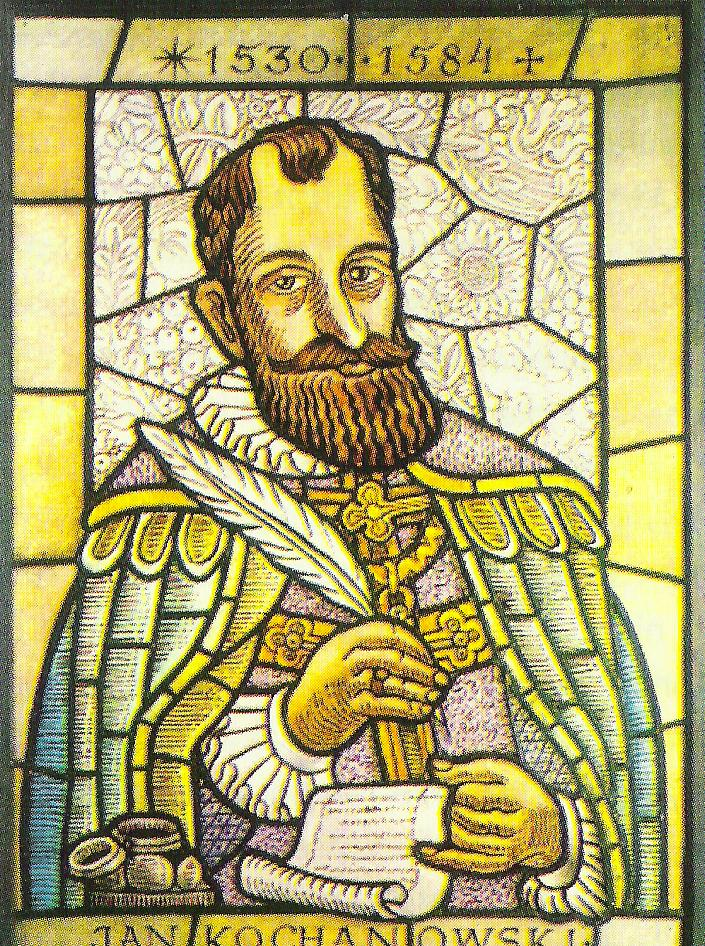
ヤギェウォ大学のコレギウム・ノヴムにあるステンドグラスに描かれたコハノフスキ

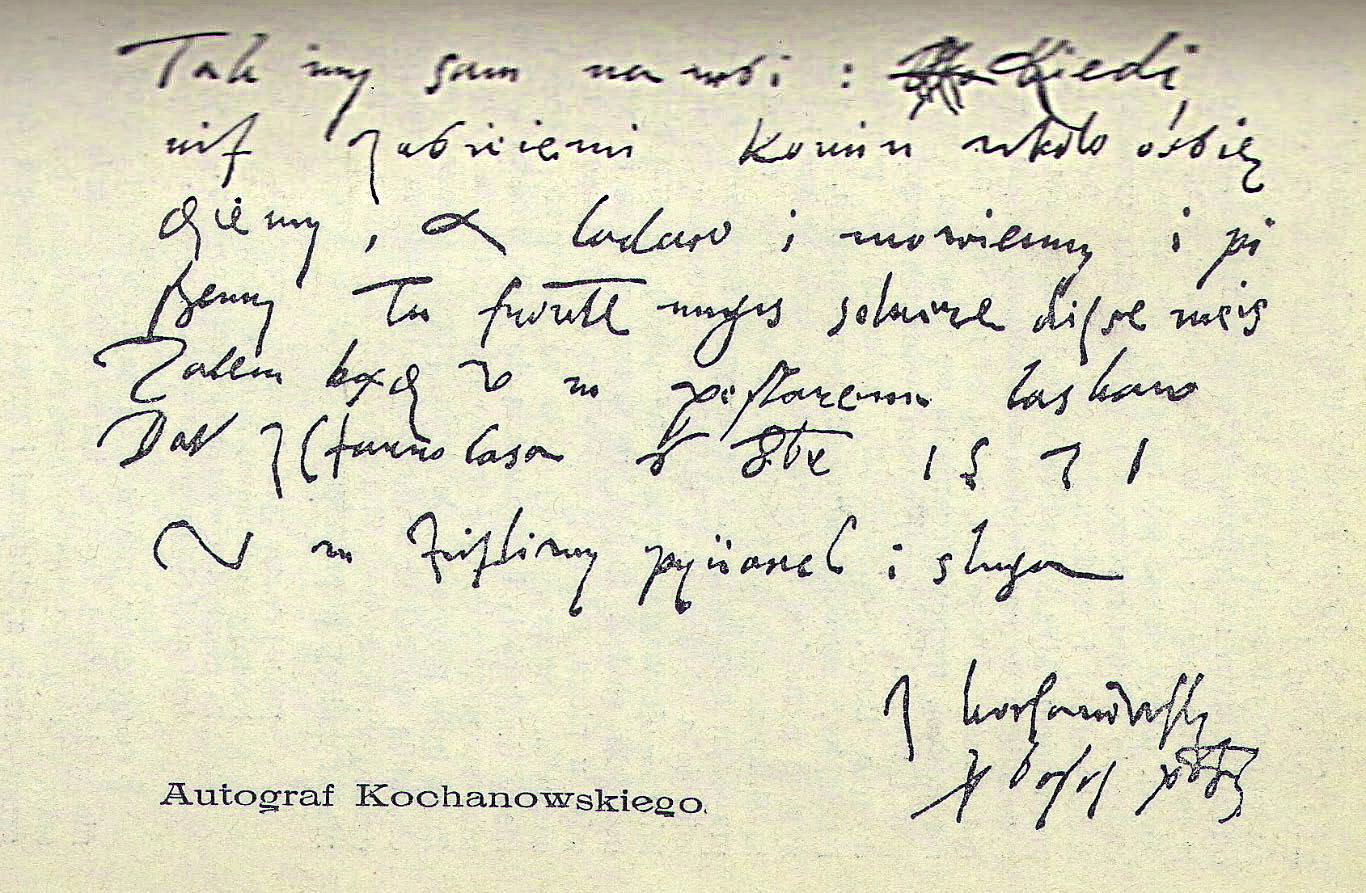
1571年のコハノフスキの自筆メモ

コハノフスキの生涯において、1559年から1563年にかけては不明瞭なところが多い。所蔵されている法的文書に基づいてつきとめることができるのは、1559年7月11日に詩人の両親の遺産が兄弟との間で分割されたということである。ヤン・コハノフスキが受け継いだのはチャルノラス（Czarnolas）の半分、ルダ（Ruda）、製粉所、いわゆるグロツカ川沿いの放魚池及びその他の付属物であった。チャルノラスのもう半分はおじにあたるフィリップが受け取った。一方、兄弟たちはポーランド通貨で400フローレンもの補償金を詩人に支払わせた。1560年3月25日、フィリップとヤンの間に協定が交わされ、相続した所有地を合計400フローレンで眷属に賃貸しすることとなった。受け取った金銭で兄弟への負債を支弁した。1562年12月12日には、おじと義理の息子の間に諍いが起こり、ピョトルクフにある議会の王立裁判所に持ち込まれている。
国では屋敷、とりわけタルノフスキ、テンチンスキ、ヤン・フィルレイ（貴族でカルヴァン派の活動家）、クラクフ司教フィリプ・パドニェフスキらの館に滞在していた。大臣ピョトル・ミシコフスキの支援のおかげでアウグスト・ジグムント2世の屋敷に行き着いたのは1564年頃で、そこでは王室秘書と称せられていた。ミシュコフスキのおかげでまた教会の受給聖職、すなわちキチン教区（ポズナン大聖堂の修道院長の機能と結びついている）とズヴォレンの司祭館を手に入れた。
議会が荒れている間王に仕え、政略に従事した痕跡が作品にうかがえる。1567年には王のラドシュコヴィツ（ミンスク付近）遠征（戦争中のロシアに対して武装示威行動）に随行した。1568年のモスクワ遠征の準備にかなりの奉仕をした。
1572年までジグムント2世の屋敷に仕えていた。1569年7月12日、折しもポーランドとリトアニアが連合したルブリン合同の時であったが、プロイセン公アルブレヒト・フリードリヒがジグムント2世に臣従の誓約を行ったというポーランド共和国にとって重要な出来事を、コハノフスキは「小旗、あるいはプロシアの誓い（Proporzec albo Hołd Pruski）」で綴っている。
ジグムント2世の死後、（フランス王）アンリ3世の支持者となり（1573年に選挙で記名している）、1574年のヴァヴェル大聖堂での戴冠式にも参列した。王の逃亡後、屋敷での生活をやめてしまった。
後にステファン・バートリを支持はしたものの、もはや王の屋敷に再び戻ることはなかった。選挙議会に参加し、王室書記官ヤン・ザモイスキの恩恵を受けた。この頃王によって指導された戦争はいくつかの勝利の頌歌、また、クシシュトフ・ラジヴィウ・ピョルン公の戦績に寄せられた長詩「モスクワ旅行誌（Jezda do Moskwy）」にも関係している。
また、タルノフスキ、テンチンスキ、フィルレイ、ラジヴィウといった大地主の屋敷との関係も注目に値する。

### チャルノラス

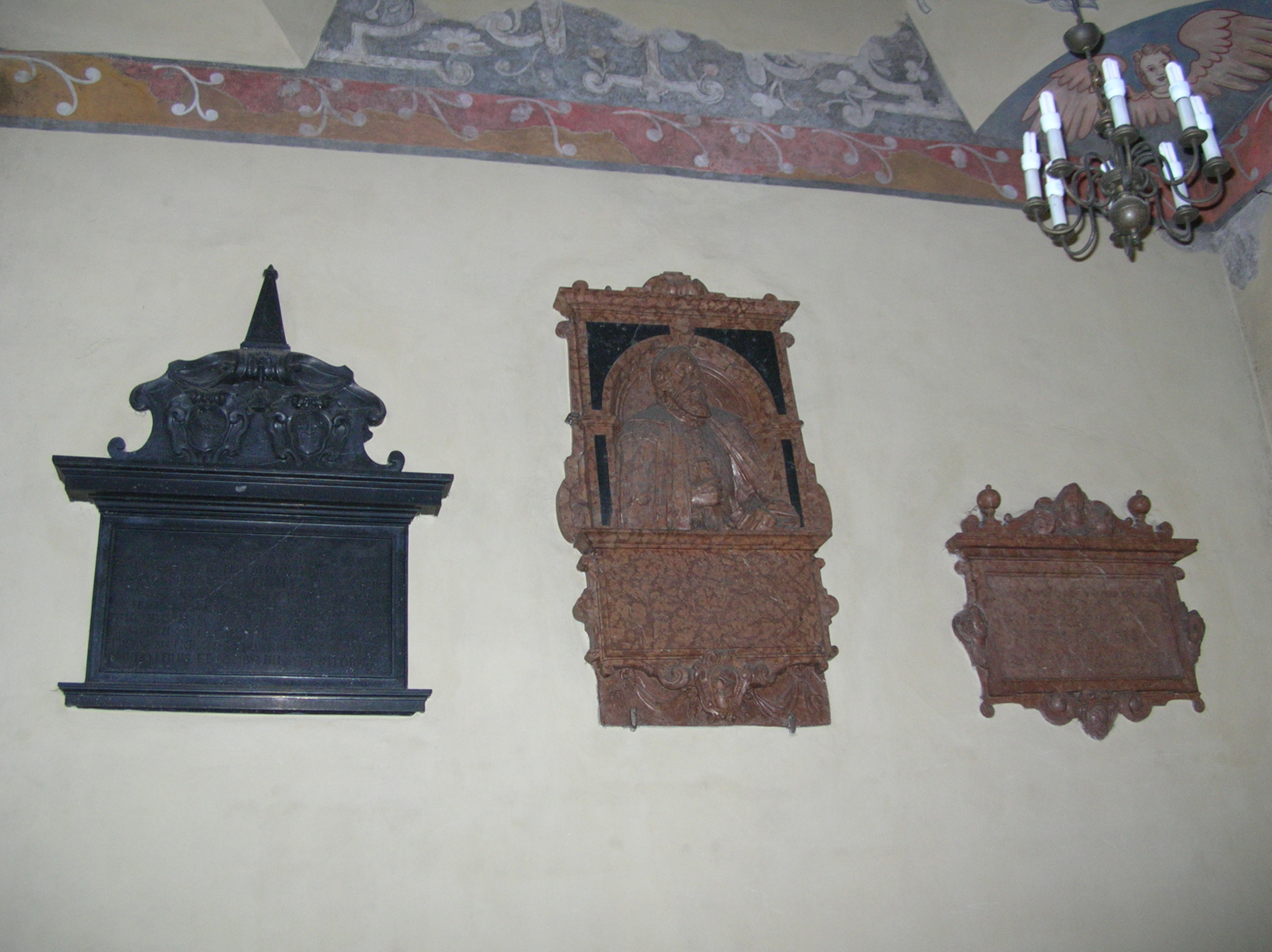
ズヴォレンの教会にあるコハノフスキ家の墓碑銘。中央にヤンの墓標、左に両親の墓碑がある。

1576年、ドロタ・ポドロドフスカと結婚した。プシティク出身で紋章はヤニーナ、サンドミエシュの裁判所書記官の娘で、彼女から6人の娘と1人の息子をもうけた。チャルノラスでは地主暮らしをしていた。1575年7月、ステンジツァ（Stężyca）のシュラフタの大会に参加し、新君主の選出について討議した。この年の11月、ワルシャワでの選挙議会では、ポーランドの王位に立候補したハプスブルク家のマクシミリアン2世を持ち上げる演説を行った。
この時期に戯曲「ギリシャ使節の辞去」が、そしてそれに次いで「ダヴィドの詩編」の優れた翻訳（1579年）が生まれている。愛娘ウルスラを失って1579年に書かれた「悲歌集」（19の悲歌からなる）によって最も人々の記憶するところとなった。これは子を失った彼の悲しみと絶望の言葉だったのである。
1583年にはクシシュトフ・ラジヴィウ・ピョルンに献呈された「モスクワ旅行誌」が書かれ、ステファン・バートリによるポーランド・ロシア戦争時におけるロシア深部への彼の大胆な遠征を記述している。
ヤン・コハノフスキは1584年、ルブリンで心臓発作のため亡くなった。そこで義弟ヤクバ・ポドロドフスキの殺害の件について王に告訴状を提出するところであった。9月20日、おそらく拝謁後すぐに（あるいは拝謁中に）気分が悪くなり、2日後に亡くなった。ズヴォレンの十字架称賛教会（Kościół pw. Podwyższenia Krzyża Świętego）に埋葬された。17世紀初めに詩人の家族がコハノフスキの胸像とともに墓碑を据えた。
詩人の突然の死を契機として彼を称賛する数多の文学作品が出版された。アンジェイ・トゥシェチェスキ（ポーランド語の聖書翻訳で知られる）の作品や、セバスティアン・ファビアン・クロノヴィツの13の悲歌のサイクル、スタニスワフ・ニェゴシェフスキの詩その他大勢の人によるものであった。1584年に年代記作者のヨアヒム・ビェルスキがこう書いている。「コルヴィン紋章のヤン・コハノフスキは死んだ。このようなポーランドの詩人は、ポーランドにもはやおらず、再来することも期待できない」と書いている。

### 遺物の運命
1791年4月29日、歴史家タデウシュ・チャツキは棺から頭蓋を取り出し、その後数年の間ポリツク（現ウクライナ領パヴリフカ）に自分の資産として保管していた。1796年11月4日、それをイザベラ・チャルトリスカ公爵夫人に譲渡し、イザベラは当時プワヴィに設立されつつあった美術館の蒐集品の中に加えた。11月蜂起で没落した後、頭蓋はパリへ運ばれ、サン＝ルイ島のランベール邸に保管された。現在ではクラクフのチャルトリスキ美術館にあるが、これは1874年以降に持ち込まれたものである。しかしながら古人類学者によればこれはほぼ間違いなく女性の頭蓋だというのである。百歩譲って男性のものであったとしても、ズヴォレンにある胸像とはあまりにも顔立ちが違いすぎるという。2010年に考古学的調査とコンピュータによる復顔によって証明されたのは、本当にコハノフスキの頭蓋は40歳ほどの女性の頭蓋であり、詩人の妻のものであるかもしれないということであった。
1830年にズヴォレンの教区司祭が霊安所からコハノフスキ一家の棺をすべて取り除き、教会建物の近くにある家族用の集団墓地に運んでいる。1983年に霊安所、正確には建物の地下にある修復された霊安所の大理石の石棺に戻されている。1984年4月21日、コハノフスキの追葬記念式が行われた。

## 語法
中世ポーランド語の学者が口をそろえて強調しているのは、ヤン・コハノフスキの作品の言葉は技術的においてもモダンさにおいても、そしてまた定められた修辞の使用を意識する点においても、16世紀の他の作家達に立ちまさっているということである。例えばミコワイ・レイ（コハノフスキより少し前の世代の詩人。そこまで語法的に保守的ではない）の言葉と比べて新時代的であり、コハノフスキの多くの詩、小品、悲歌が今日でも大して苦労もなく読まれていることからもわかる。なぜなら古い文法が欠けていて（例えば著者は当時新しい文法である語尾-achを男性・中性単数の名詞の前置格に用いている）、双数形の使用は控えめにしており、辞書にあるような古風な表現もさほど多くない。
ヤン・コハノフスキは文体を種類やテーマによって異ならせている。詩、悲歌においては高尚なスタイルであるが、その一方で小品では「わかりやすいスタイル」（つまり当時の口語の要素を伴っていること）を志向している。
言語研究者がまた強調するのは、コハノフスキの言語と文体はポーランドの文語の発展に大いに影響を与えたことである。18世紀末に至るまでの後の作家が彼を模範としている。18世紀終わりにでさえイグナツィ・クラシツキが詩「ポドストリ氏」の中で自分の書斎をコハノフスキの作品が占めていることが自慢だと書いている。アダム・ナルシャヴィツ（18世紀の詩人・歴史家）はコハノフスキからいくつかのモチーフ、主題、そして語彙すらも引き継いでいる。ザクセン選帝侯時代（アウグスト2世と3世の統治していた1697年から1763年にかけての間）にはなおざりにされてきたポーランド語が、啓蒙時代になって美しく正しくあることが求められた時になって、コハノフスキの言葉は顧みられるようになった。

## 主要な作品
- 「クレトコフスキの墓碑銘（Epitaphium Cretcovii）」 （1558年）
- 「スザンナ（Zuzanna）」（1562年）
- 『チェス（英語版）』（Szachy; 1562年から1566年にかけて）
- 「サテュロス、または野蛮人（Satyr albo Dziki mąż）」（1564年）
- 『ギリシャ使節の辞去（英語版）』（Odprawa posłów greckich; 1578年）  - 古典悲劇、ワルシャワで初めて印刷された本。
- 「ダヴィドの詩編（Psałterz Dawidów）」（1579年）– 旧約聖書の詩編の自由な翻訳。
- 「悲歌（Treny）」（1580年）
- 「小品集（Fraszki）」（1584年）
- 「二巻の詩（Pieśni księgi dwoje）」 （1586年、遺作） - ホラティウスの「歌」選集にちなんだ巻
- 「占い師」（1587年）
- 「論文『深酒は人間にとってみっともない、あるいは美しくないことであるということ（Iż pijaństwo jest rzecz sprosna a nieprzystojna człowiekowi）」（1589年）
- 「挽歌（Elegie）」 - ラテン語
- 「アフォリズム選集（zbiór Apoftegmata）
- 翻訳：アラトス「現象」、ホメロス「イーリアス」の3つの詩、エウリピデスの悲劇「アルケスティス」の断片

## 日本語訳
- 挽歌（関口時正訳、「ポーランド文学古典叢書」未知谷、2013年）
- 歌とフラシュキ（関口時正訳、「ポーランド文学古典叢書」未知谷、2022年）